# ヒルビリー・エレジー 郷愁の哀歌
『ヒルビリー・エレジー 郷愁の哀歌』（ヒルビリー・エレジー きょうしゅうのあいか、原題：Hillbilly Elegy）は、2020年制作のアメリカ合衆国のドラマ映画。
J・D・ヴァンスによるニューヨーク・タイムズベストセラー第1位の回顧録『ヒルビリー・エレジー アメリカの繁栄から取り残された白人たち』を原作とした実話に基づいている。監督はロン・ハワードが務めた。
2020年11月24日よりNetflixで配信されるほか、日本では一部劇場で上映された。

## キャスト
- ベヴ（元看護師）：エイミー・アダムス
- マモーウ（ベヴの母）：グレン・クローズ
- J・D・ヴァンス（ベヴの息子、大学生）：ガブリエル・バッソ
- リンジー（ベヴの娘、ヴァンスの姉）：ヘイリー・ベネット
- ウシャ（ヴァンスの恋人）：フリーダ・ピントー
- パポーウ（ベヴの父）：ボー・ホプキンス
- 少年期のヴァンス：オーウェン・アスタロス

## 受賞
本作は第41回ゴールデンラズベリー賞において、最低監督賞、最低助演女優賞（グレン・クローズ）、最低脚本賞の3部門でノミネートされている。一方でクローズはゴールデングローブ賞助演女優賞、全米映画俳優組合賞助演女優賞、アカデミー賞助演女優賞にもノミネートされた。